# 艾力·列查積
艾力·約瑟·列查積（英語：Eric Joseph Lichaj，/ˈliːhaɪ/ LEE-hy;；1988年11月17日—）美國職業足球員。他在芝加哥魔術展開其足球生涯，亦加入IMG足球學院的少年足球實習計劃。其後加入學院足球，效力北卡羅來納柏油腳跟。在查普爾山北卡羅來納大學待了一年後，列查積離開美國，轉投英格蘭阿士東維拉，現時效力土耳其足球超级联赛Fatih Karagümrük。列查積亦曾代表美國國家隊。

## 球會
艾力·列查積是史坦（Stan）和安恩（Ann）·列查積父婦的三兒子，父婦同是來自波蘭新塔爾格。他14歲時加入一個在佛羅里達州布拉登頓的一個足球實習計劃。他在唐納斯哥夫走鵑（Downers Grove Roadrunners）展開其少年足球生涯，其後曾效力芝加哥魔術，並在北卡羅來納大學待了一年。完成大學一年級後，他遠赴英格蘭，加盟英超球會阿士東維拉。由於列查積持有波蘭護照，因此不用申請工作證。
阿士東維拉
在2008/09球季，列查積只曾替維拉上陣兩場預備組賽事。在2009/10球季，他獲選入2009年和平盃大軍名單，並在賽事中展示他的潛力。但是，好表現並未能讓他立即升上一隊，反而被外借至英乙球會林肯城以汲取在一隊踢球的經驗。他為林肯城踢了兩場賽事，其後其借用合約延長一個月。在球季的後期，列查積再被外借一個月，球會為英甲的奧連特。2010年4月17日，他在奧連特對的賽事中攻入其職業足球生涯首個入球。
2010年7月19日，在季前熱身賽對，列查積射入在維拉的首球。由於季前表現出色，在2010年8月11日，他得到維拉會方一紙為期三年的新合約。2010年8月19日首次代表維拉參與正式比賽，在歐霸盃外圍賽作客1:1賽和維也納迅速獲安排上陣。2010年11月10日對黑池一戰，他首度亮相英超。2010年12月11日，在維拉2:1擊敗西布朗一戰，列查積得到在維拉的首個正選上陣機會。
2011年2月9日，列查積被外借至列斯聯，為期一個月，期間上陣7場表現獲得讚賞，於3月14日獲延長借用至5月7日。
2013年6月5日，阿士東維拉不與列查積續約，其可自由轉會。
诺丁汉森林
2013年6月19日，列查積加盟英冠球隊诺丁汉森林並簽署兩年合約。
2014年12月30日，诺丁汉森林與列查積續約至2017年夏季

## 國家隊
列查積曾入選多個級別的美國青年隊。他曾助美國打入2005年世少盃決賽週。他亦曾入選美國U20代表隊出戰2007年世青盃，但他卻因傷而被能上陣。2009年6月以嘉賓身份入選美國一隊訓練營。列查積在2010年10月首次獲得美國國家隊的徵召，亦入選對波蘭和哥倫比亞的友賽大軍名單。有趣的是，在這場友賽中，列查積亦入選了波蘭大軍，但他卻選擇代表他的出生地，而不選擇代表其父母的出生地。2010年10月12日，列查積獲在對哥倫比亞的友賽得中代表美国比赛。

## 榮譽
- 和平盃冠軍：2009

## 外部連結
- 球員資料 於阿士東維拉官網
- 足球数据库：Eric Lichaj的球员统计数据